# Tesi di Duhem-Quine
Secondo la tesi di Duhem-Quine non è possibile confrontare con l'esperienza singole ipotesi scientifiche, a una a una, ma solo intere teorie, cioè insiemi di ipotesi, olisticamente.
La paternità di questa tesi è attribuita al fisico francese Pierre Duhem che la espose nella sua opera del 1906 La théorie physique: son object et sa structure.

## L'olismo di Duhem
Ne La théorie physique Duhem scrive: 
In modo più formale si può esprimere la tesi di Duhem in questo modo
1. Se (T1 & T2 & T3 & T4 & T5) allora O,
2. ma non-O,
3. quindi non-(T1 & T2 & T3 & T4 & T5)

O è un'asserzione osservativa, che descrive come dovrebbero andare le cose se fossero valide tutte le ipotesi T1, T2, …, T5. Ma i dati sperimentali ci indicano che l'asserzione osservativa O è falsa (non-O). Per modus tollens si deve concludere che l'insieme di ipotesi (T1 & T2 & T3 & T4 & T5) non è in accordo con l'esperienza, cioè che almeno una delle ipotesi che lo compongono è falsa. Tuttavia, in mancanza di altri dati, non si può decidere quale delle ipotesi sia quella falsa.
Da questa sua tesi Duhem trae la conseguenza che in fisica è impossibile fare un experimentum crucis. Un esperimento è cruciale tra T1 e T2 se T1 prevede l'osservazione O e T2 prevede l'osservazione non-O. Tuttavia, nessuna tesi può essere messa a confronto con l'esperienza isolatamente come invece dovrebbe essere per consentire l'experimentum crucis. Nessuna teoria può essere confrontata da sola con i risultati di un esperimento. Insieme con ogni teoria sottoposta a verifica sperimentale sono sempre presenti molte assunzioni ausiliarie, alcune delle quali implicite. Fra queste assunzioni ausiliarie bisogna ricordare anche quelle che riguardano il funzionamento degli apparati sperimentali. Inoltre, se in un certo momento esistono solo due teorie T1 e T2 in competizione, ci potrebbe sempre essere una terza teoria T3 che spiegherebbe meglio i fenomeni.

## L'olismo di Quine
A differenza di Duhem, l'olismo di Willard Van Orman Quine ha un campo di applicazione molto più vasto della fisica: è una caratteristica non solo della metodologia scientifica, ma di tutte le nostre conoscenze e soprattutto del nostro linguaggio.
"Tutte le nostre cosiddette conoscenze o convinzioni, dalle più fortuite questioni di geografia e di storia alle leggi più profonde di fisica atomica o financo della matematica pura e della logica, tutto è un edificio fatto dall'uomo che tocca l'esperienza solo lungo i suoi margini. […] Un disaccordo con l'esperienza alla periferia provoca un riordinamento all'interno del campo; si devono riassegnare certi valori di verità ad alcune nostre proposizioni. […] Una volta data una nuova valutazione di una certa proposizione dobbiamo darne un'altra anche a certe altre, che possono essere proposizioni logicamente connesse con la prima o esse stesse proposizioni di connessioni logiche. […] Ma l'intero campo è determinato dai suoi punti limite, cioè l'esperienza, in modo così vago che rimane sempre una notevole libertà di scelta per decidere quali siano le proposizioni di cui si debba dare una nuova valutazione alla luce di una certa particolare esperienza contraria."
L'olismo epistemologico (come quello di Duhem) pone in dubbio la possibilità di una falsificazione empirica conclusiva di singole proposizioni scientifiche; per questa ragione è stato anche chiamato tesi della simmetria fra verificazione e falsificazione. Come la verificazione di una ipotesi non può essere conclusiva (per quanti cigni si possano osservare non potremo mai inferire la verità della proposizione "Tutti i cigni sono bianchi"), così anche la falsificazione di una ipotesi non può essere conclusiva. 
L'olismo semantico (quello di Quine) ritiene invece che tutti i nostri enunciati teorici, non solo quelli scientifici, siano privi di significato separato; non si può parlare del significato di un enunciato considerato singolarmente, perché il significato non è discreto, ma è piuttosto “sparpagliato” nell'intero linguaggio. Per Quine solo il linguaggio come un tutto unitario è propriamente significante.